# Nationaldivision 1991/92
Die Nationaldivision 1991/92 war die 78. Spielzeit der höchsten luxemburgischen Fußballliga.
Union Luxemburg schaffte den Titel-Hattrick und gewann zum insgesamt sechsten Mal die Meisterschaft.

## Modus
Die zwölf Teams spielten zuerst einen Grunddurchgang, bestehend aus einer Hin- und Rückrunde. Die sechs besten Teams spielten anschließend in einer Play-off-Runde den Meister aus. Die Hälfte der Punkte aus dem Grunddurchgang wurde hinzugerechnet.
Die Mannschaften auf den Plätzen 7 – 10 wurden in zwei Relegationsgruppen aufgeteilt und
spielten mit den jeweils vier besten der beiden Bezirke aus der Ehrenpromotion die verbleibenden vier Plätze für die folgende Saison in der Nationaldivision aus.

## Grunddurchgang

### Tabelle
| Pl. | Verein                     | Sp. | S  | U  | N  | Tore    | Diff. | Punkte |
| --- | -------------------------- | --- | -- | -- | -- | ------- | ----- | ------ |
| 1.  | FC Avenir Beggen           | 17  | 8  | 8  | 1  | 037:140 | +23   | 24:10  |
| 2.  | Jeunesse Esch              | 18  | 7  | 10 | 1  | 039:140 | +25   | 24:12  |
| 3.  | Union Luxemburg (M, P)     | 18  | 10 | 4  | 4  | 039:210 | +18   | 24:12  |
| 4.  | Spora Luxemburg            | 18  | 8  | 7  | 3  | 029:190 | +10   | 23:13  |
| 5.  | FC Aris Bonneweg           | 18  | 5  | 7  | 6  | 025:250 | ±0    | 17:19  |
| 6.  | CS Grevenmacher            | 18  | 6  | 4  | 8  | 026:320 | −6    | 16:20  |
| 7.  | Red Boys Differdingen      | 18  | 5  | 6  | 7  | 031:380 | −7    | 16:20  |
| 8.  | Swift Hesperingen          | 18  | 5  | 5  | 8  | 028:370 | −9    | 15:21  |
| 9.  | Koeppchen Wormeldingen (N) | 18  | 3  | 4  | 11 | 017:470 | −30   | 10:26  |
| 10. | FC Wiltz 71 (N)            | 18  | 3  | 3  | 12 | 020:440 | −24   | 09:27  |

| (M) | amtierender luxemburgischer Meister     |
| (P) | amtierender luxemburgischer Pokalsieger |
| (N) | Neuaufsteiger aus der Ehrenpromotion    |

### Kreuztabelle
| 1991/92 Grunddurchgang | AVE | JEU | Union Luxemburg | Spora Luxemburg | Aris Bonneweg | GRE | Red Boys Differdingen | Swift Hesperingen | KOE | FC Wiltz 71 |
| ---------------------- | --- | --- | --------------- | --------------- | ------------- | --- | --------------------- | ----------------- | --- | ----------- |
| FC Avenir Beggen       |     | 2:2 | 2:2             | 0:0             | 1:0           | 3:0 | 5:1                   | 3:0               | 1:1 | 0:0         |
| Jeunesse Esch          | 1:1 |     | 4:2             | 0:0             | 5:0           | 1:1 | 0:0                   | 6:0               | 6:0 | 8:1         |
| Union Luxemburg        | 0:2 | 0:0 |                 | 3:0             | 0:0           | 4:1 | 4:2                   | 4:1               | 3:0 | 3:0         |
| Spora Luxemburg        | 1:1 | 2:2 | 3:1             |                 | 4:0           | 2:1 | 1:2                   | 0:3               | 2:0 | 3:1         |
| FC Aris Bonneweg       | 0:3 | 2:2 | 2:0             | 0:0             |               | 0:0 | 3:3                   | 4:1               | 0:1 | 4:0         |
| CS Grevenmacher        | 1:5 | 0:3 | 1:2             | 0:2             | 2:1           |     | 2:1                   | 4:1               | 2:0 | 3:1         |
| Red Boys Differdingen  | 2:3 | 0:0 | 2:2             | 1:1             | 0:5           | 2:1 |                       | 1:2               | 6:2 | 3:2         |
| Swift Hesperingen      | 1:1 | 0:0 | 1:3             | 1:2             | 1:1           | 3:3 | 2:0                   |                   | 6:2 | 2:1         |
| Koeppchen Wormeldingen | 2:1 | 0:3 | 0:4             | 0:0             | 1:1           | 0:0 | 1:3                   | 1:1               |     | 1:1         |
| FC Wiltz 71            | 0:3 | 2:0 | 1:2             | 1:3             | 1:2           | 0:4 | 2:2                   | 4:1               | 3:2 |             |

## Playoffs

### Meisterplayoffs

#### Tabelle
| Pl. | Verein           | Sp. | S | U | N | Tore    | Diff. | Punkte | Bonus | Gesamt |
| --- | ---------------- | --- | - | - | - | ------- | ----- | ------ | ----- | ------ |
| 1.  | Union Luxemburg  | 10  | 7 | 2 | 1 | 016:600 | +10   | 16:40  | 12    | 28     |
| 2.  | FC Avenir Beggen | 10  | 5 | 3 | 2 | 017:800 | +9    | 13:70  | 13    | 26     |
| 3.  | Spora Luxemburg  | 10  | 5 | 2 | 3 | 015:170 | −2    | 12:80  | 11.5  | 23.5   |
| 4.  | Jeunesse Esch    | 10  | 4 | 1 | 5 | 016:140 | +2    | 09:11  | 12    | 21     |
| 5.  | FC Aris Bonneweg | 10  | 2 | 2 | 6 | 010:160 | −6    | 06:14  | 8.5   | 14.5   |
| 6.  | CS Grevenmacher  | 10  | 1 | 2 | 7 | 008:210 | −13   | 04:16  | 8     | 12     |

#### Kreuztabelle
| 1991/92 Play-off-Runde | Union Luxemburg | AVE | Spora Luxemburg | JEU | Aris Bonneweg | GRE |
| ---------------------- | --------------- | --- | --------------- | --- | ------------- | --- |
| Union Luxemburg        |                 | 2:1 | 1:1             | 1:0 | 3:0           | 1:0 |
| FC Avenir Beggen       | 0:0             |     | 1:1             | 3:1 | 1:0           | 2:0 |
| Spora Luxemburg        | 1:0             | 0:4 |                 | 2:0 | 0:3           | 4:0 |
| Jeunesse Esch          | 1:2             | 3:1 | 4:0             |     | 1:1           | 3:1 |
| FC Aris Bonneweg       | 0:1             | 1:4 | 2:3             | 2:1 |               | 0:1 |
| CS Grevenmacher        | 2:5             | 0:0 | 2:3             | 1:2 | 1:1           |     |

### Abstiegsplayoff Gruppe A

#### Tabelle
| Pl. | Verein                    | Sp. | S | U | N | Tore    | Diff. | Punkte |
| --- | ------------------------- | --- | - | - | - | ------- | ----- | ------ |
| 1.  | Red Boys Differdingen     | 10  | 6 | 2 | 2 | 026:180 | +8    | 14:60  |
| 2.  | F91 Düdelingen            | 10  | 5 | 2 | 3 | 026:180 | +8    | 12:80  |
| 3.  | FC Progrès Niederkorn     | 10  | 2 | 5 | 3 | 012:120 | ±0    | 09:11  |
| 4.  | AS Differdingen           | 10  | 3 | 3 | 4 | 015:190 | −4    | 09:11  |
| 5.  | CS Sanem                  | 10  | 4 | 1 | 5 | 014:210 | −7    | 09:11  |
| 6.  | FC Koeppchen Wormeldingen | 10  | 2 | 3 | 5 | 013:180 | −5    | 07:13  |

#### Kreuztabelle
| 1991/92 Abstiegsplayoff A | Red Boys Differdingen | F91 Düdelingen | Progrès Niederkorn | AS Differdingen | SAN | KOE |
| ------------------------- | --------------------- | -------------- | ------------------ | --------------- | --- | --- |
| Red Boys Differdingen     |                       | 4:1            | 2:2                | 4:2             | 4:0 | 3:1 |
| F91 Düdelingen            | 6:2                   |                | 3:0                | 5:0             | 1:4 | 5:4 |
| FC Progrès Niederkorn     | 0:1                   | 2:2            |                    | 2:0             | 4:0 | 0:0 |
| AS Differdingen           | 3:4                   | 0:0            | 1:1                |                 | 5:2 | 1:1 |
| CS Sanem                  | 1:1                   | 2:0            | 2:0                | 0:2             |     | 0:2 |
| FC Koeppchen Wormeldingen | 2:1                   | 0:3            | 1:1                | 0:1             | 2:3 |     |

### Abstiegsplayoff Gruppe B

#### Tabelle
| Pl. | Verein               | Sp. | S | U | N | Tore    | Diff. | Punkte |
| --- | -------------------- | --- | - | - | - | ------- | ----- | ------ |
| 1.  | Etzella Ettelbrück   | 10  | 4 | 4 | 2 | 020:140 | +6    | 12:80  |
| 2.  | CS Fola Esch         | 10  | 4 | 4 | 2 | 019:130 | +6    | 12:80  |
| 3.  | Swift Hesperingen    | 10  | 4 | 3 | 3 | 023:170 | +6    | 11:90  |
| 4.  | FC Wiltz 71          | 10  | 3 | 4 | 3 | 020:190 | +1    | 10:10  |
| 5.  | CS Hollerich         | 10  | 3 | 4 | 3 | 017:180 | −1    | 10:10  |
| 6.  | Jeunesse Hautcharage | 10  | 1 | 3 | 6 | 011:290 | −18   | 05:15  |

#### Kreuztabelle
| 1991/92 Abstiegsplayoff B | Etzella Ettelbrück | Fola Esch | Swift Hesperingen | FC Wiltz 71 | HOL | HAU |
| ------------------------- | ------------------ | --------- | ----------------- | ----------- | --- | --- |
| Etzella Ettelbrück        |                    | 1:1       | 3:3               | 2:0         | 4:1 | 2:0 |
| CS Fola Esch              | 2:2                |           | 1:3               | 1:0         | 1:1 | 3:0 |
| Swift Hesperingen         | 2:3                | 2:1       |                   | 2:2         | 0:1 | 2:2 |
| FC Wiltz 71               | 2:1                | 2:2       | 4:0               |             | 1:1 | 4:6 |
| CS Hollerich              | 2:1                | 2:3       | 0:2               | 4:4         |     | 3:0 |
| Jeunesse Hautcharage      | 1:1                | 0:4       | 0:7               | 0:1         | 2:2 |     |